# 陳源 (1972年)
陳源（1972年8月—），男，江苏东台人，中共黨員，武警少將警銜，中共軍事、政治人物。
歷任武警江苏总队一支队参谋长、武警江苏总队副司令员丶武警上海總隊司令員、武警廣西省總司令員、第十三屆全國人大代表等。2003年当选第六届“中国武警十大忠诚卫士”。